# حوزه انتخابیه دهم جورجیا
حوزه انتخابیه دهم جورجیا یک حوزه انتخابیه مجلس نمایندگان آمریکا است که در ایالت جورجیا قرار دارد.